# 9579 Passchendaele
9579 Passchendaele è un asteroide della fascia principale.
Scoperto nel 1989, presenta un'orbita caratterizzata da un semiasse maggiore pari a 2,4265562 UA e da un'eccentricità di 0,1159031, inclinata di 1,75346° rispetto all'eclittica.